# Edifici Duc de Lerma
El Duc de Lerma és un gratacel construït a Valladolid (Castella i Lleó). Assoleix els 88 m d'alçada, amb 23 plantes sobre el nivell del sòl.
El Duc de Lerma és l'edifici més alt de Valladolid i també ho era de Castella i Lleó fins que es va construir el 2009 la torre de la Rosaleda de Ponferrada (Lleó).
 
Mesura 88 metres i compta amb 23 plantes (21 habitables) i 120 pisos residencials, se situa a l'avinguda de Salamanca i al costat la riba dreta del riu Pisuerga al costat del Puente Mayor.

## Construcció
Va començar a construir-se al final de l'any 1960 per a albergar un hotel, però durant molts anys va estar inconclús i abandonat, durant els quals lluïa proclames i pintades a la façana de l'època dels 80 i 90 com "0,7% JA" o "OTAN NO". En els anys 1990 va prendre el seu aspecte actual i es va adaptar el seu ús únicament a edifici residencial. L'edifici Duc de Lerma va ser inaugurat el 13 de desembre de 1999 per l'alcalde Francisco Javier León de la Riva.